# Kaiser-Franz-Josefs-Höhe

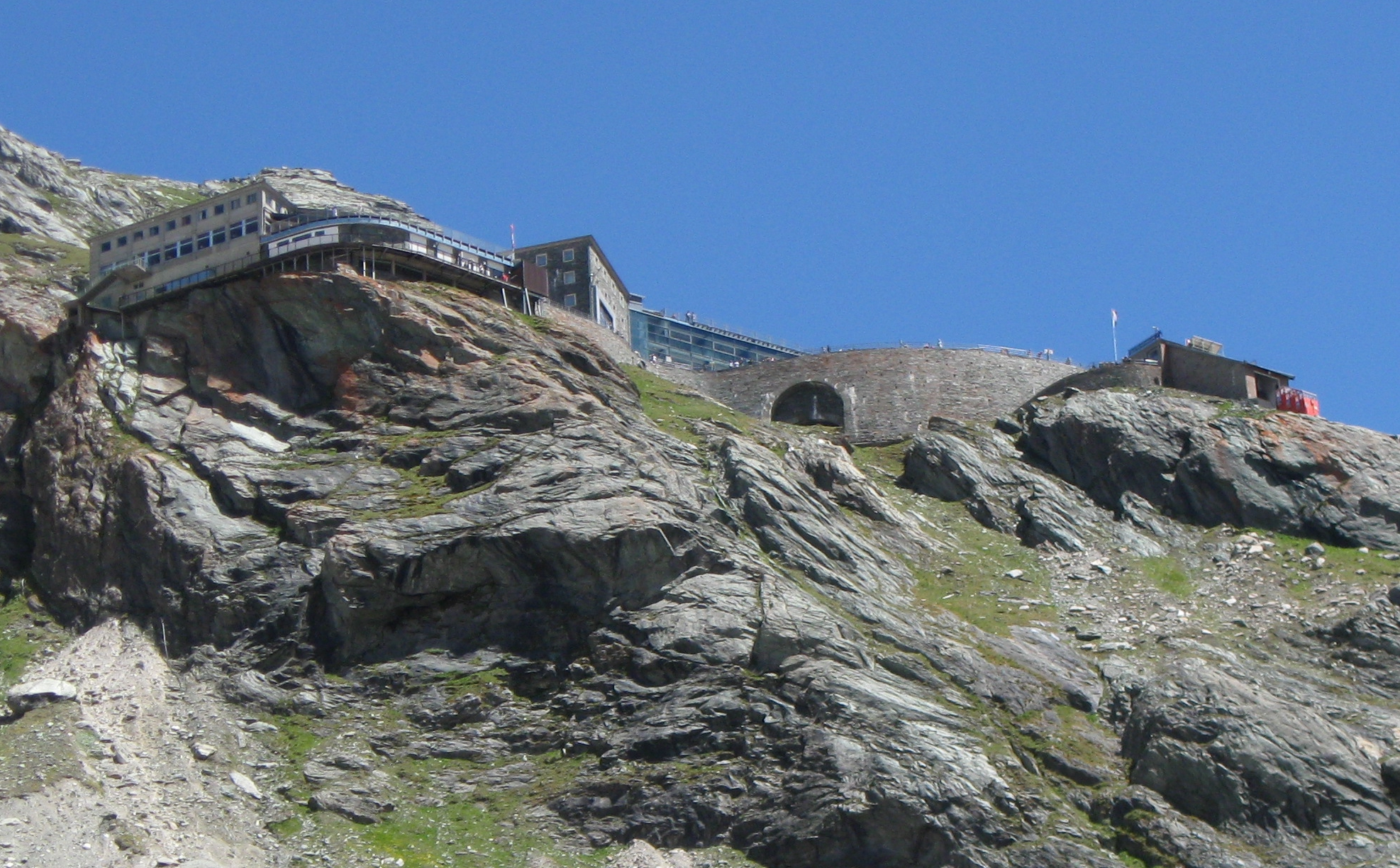
Die Kaiser-Franz-Josefs-Höhe

Die Kaiser-Franz-Josefs-Höhe (oft nur Franz-Josefs-Höhe) ist Teil der Großglockner-Hochalpenstraße. Der Endpunkt einer Stichstraße und Aussichtspunkt befindet sich in Österreich in der Glocknergruppe auf Kärntner Gebiet in einer Höhe von 2369 m ü. A. Die Kaiser-Franz-Josefs-Höhe ist mit Fahrzeugen nur über die mautpflichtige Großglockner-Hochalpenstraße sowohl von Salzburg als auch von Kärnten erreichbar.

## Geschichte

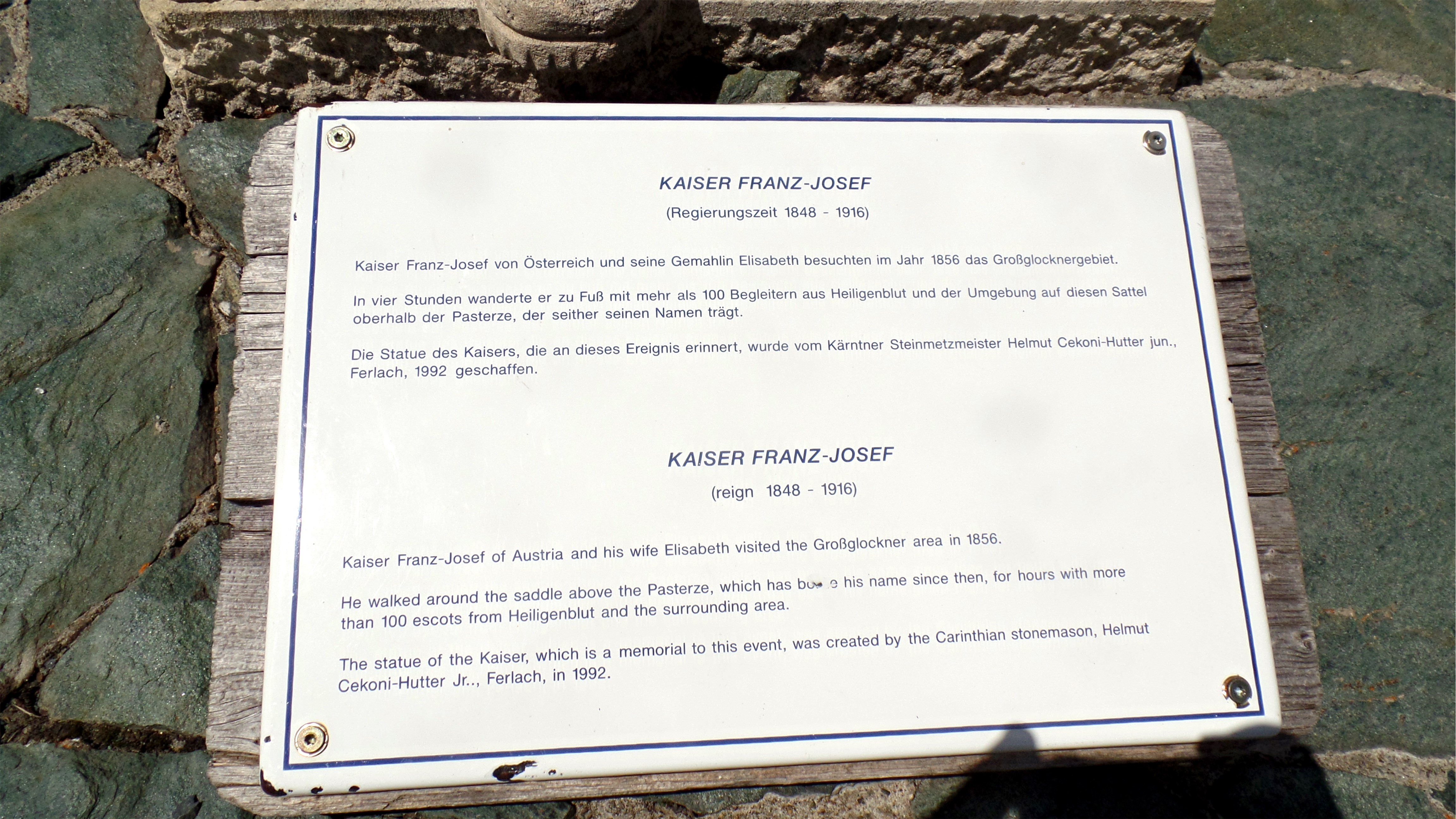
Infotafel am Kaiserstein

Dieser Aussichtspunkt in den Hohen Tauern ist nach dem Besuch des Kaiserpaares Franz Joseph I. und Elisabeth, Sisi, im Jahr 1856 benannt.
Der 26-jährige Monarch wünschte die Pasterze zu sehen und wanderte von Heiligenblut vier Stunden lang mit Gefolge die 1.100 Höhenmeter hinauf bis zu jenem Punkt, an dem dieses Ereignis bis heute in Stein gemeißelt zu sehen ist. Es ist der Kaiserstein auf der Kaiser-Franz-Josefs-Höhe.
Damals reichte die Pasterze noch knapp an die heutigen Parkplätze Freiwandeck heran und weiter hinunter als bis zum heutigen Speicher Margaritze.
Kaiserin Elisabeth begnügte sich mit einem Ritt von Heiligenblut über gut 800 Höhenmeter hinauf bis zum Bretterboden, den man nach ihrem Besuch dann Elisabethruhe nannte. 1876 erbaute dann die Sektion Klagenfurt des Deutschen und Österreichischen Alpenvereins an dieser Stelle das Glocknerhaus mit Platz für 40 Personen.
Im Zuge des Baues der Großglockner-Hochalpenstraße wurde bis 1932 auch eine Stichstraße erstellt, und die Straße noch um den nächsten Riedel herum direkt an die Pasterze geführt. Dort wurde die eigentliche Franz-Josefs-Höhe erbaut.
Insbesondere seit der Begründung des Nationalpark Hohe Tauern 1981 wurde die Franz-Josefs-Höhe zu einem umfangreichen Besucherzentrum mit Parkplätzen und -garagen, Gastronomie und Schau-Einrichtungen zu Geschichte und Natur des Bergraumes erweitert.

## Besucherzentrum auf der Kaiser-Franz-Josefs-Höhe

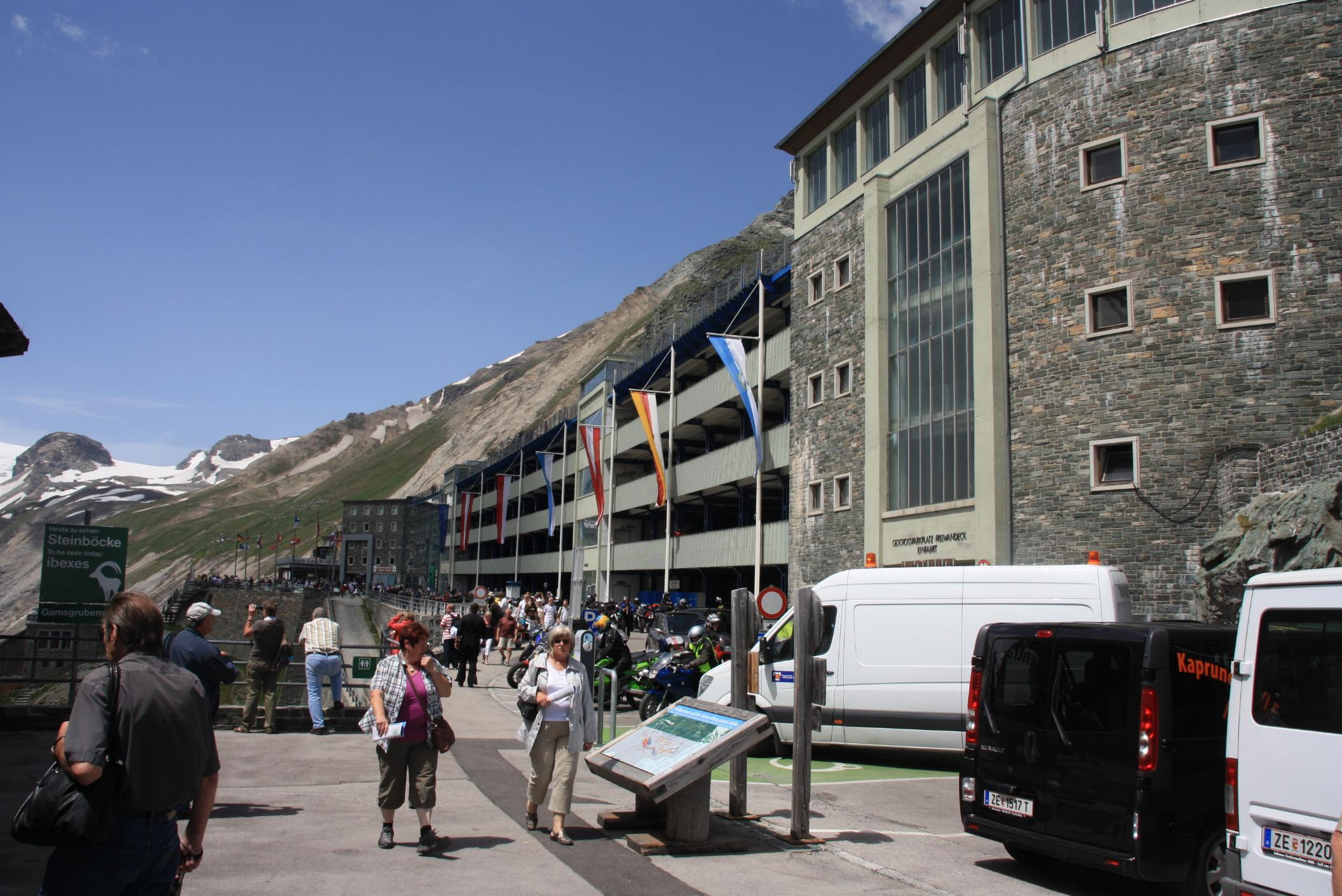
Besucherzentrum mit Parkhaus

Von der Aussichtsterrasse ist der längste Gletscher der Ostalpen, die Pasterze, zu sehen und auf der gegenüberliegenden Talseite der Großglockner, die nordwestlich anschließende Glocknerwand und am Talende der Johannisberg. 1963 wurde eine Standseilbahn von zirka 150 Metern Länge in die Nähe des damaligen Gletscherstandes errichtet, von dort führt ein Fußweg zur mittlerweile schon wieder weiter entfernten Pasterze hinunter.
Im Besucherzentrum befasst sich eine Ausstellung auf mehreren Etagen mit dem Thema Großglockner.
Im Glocknerkino beeindrucken Impressionen des Großglockners vom Universumfilmer Georg Riha. Ergänzt wird das Besucherzentrum durch die Sonderschau „WasserLeben“ sowie den Harmonieraum und einen Kraftraum, wo die verschiedenen Energiefelder der Region um den höchsten Berg Österreichs untersucht werden.
Mehrere Parkplätze, ein Parkhaus sowie mehrere Gastronomiebetriebe stehen den Besuchern zur Verfügung.
Am Panoramaweg Kaiserdenkmal befindet sich die Wilhelm-Swarovski-Beobachtungswarte.

## Hütten an der Gletscherstraße
- Schöneck
- Karl-Volkert-Haus
- Glocknerhaus
- Pasterzenhaus

## Wanderungen

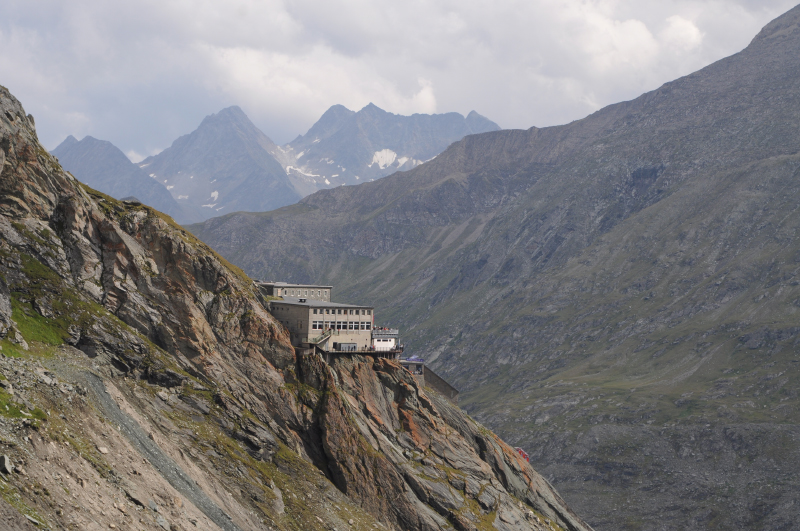
Blick vom Gamsgrubenweg auf das Besucherzentrum

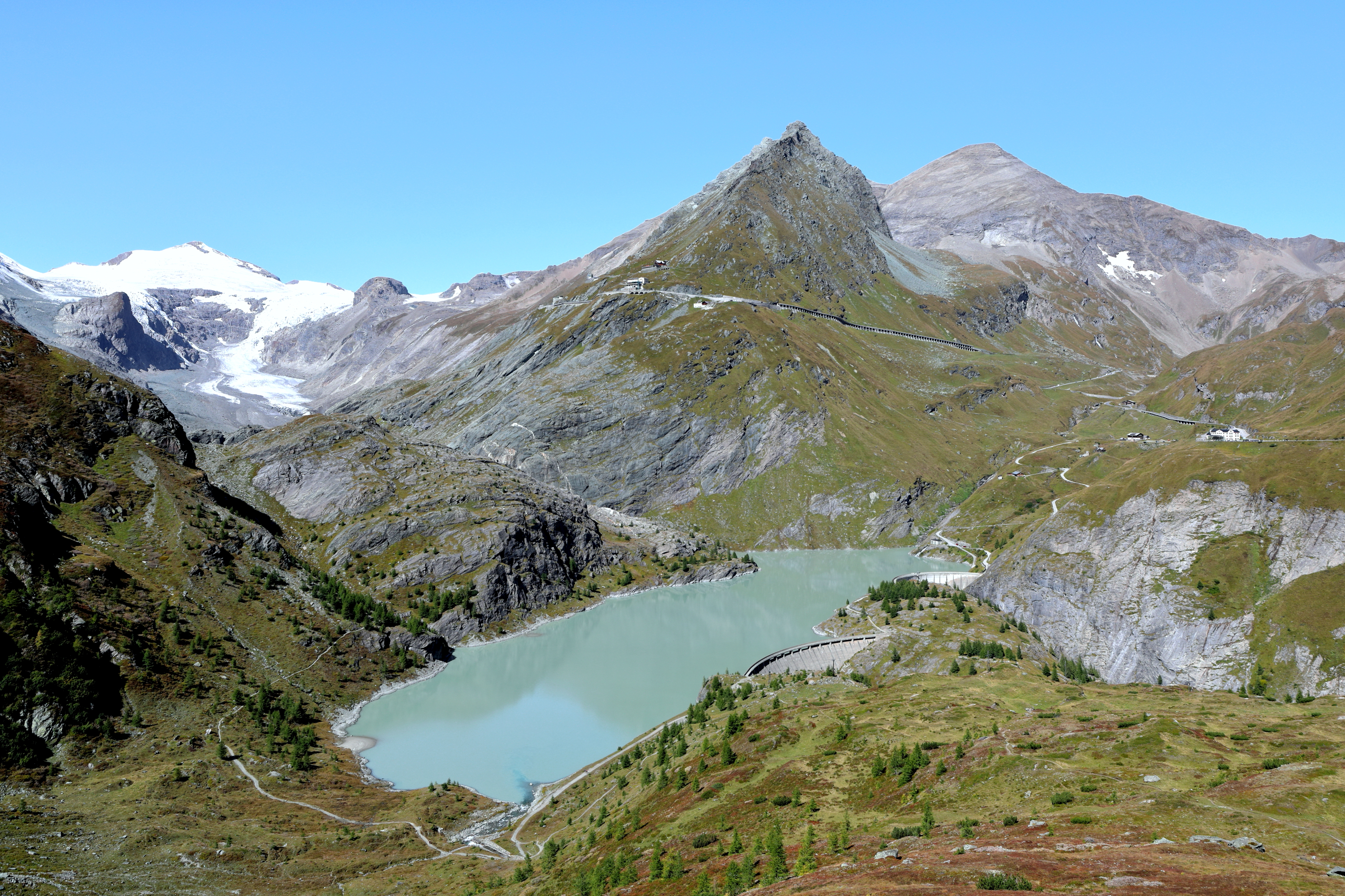
Stausee Margaritze und dahinter die Kaiser-Franz-Josefs-Höhe

- Gamsgrubenweg: Diesen als Alpen-Panoramaweg bezeichneten Weg kann man in 30 min erwandern. Er führt oberhalb der Pasterze entlang zu einem Rastplatz und weiter zur ehemaligen Hofmannshütte und bietet Ausblicke auf den Großglockner und die umliegenden Gipfel.
Von der ehemaligen Hofmannshütte führt ein hochalpiner Steig, nur für geübte Bergsteiger, zur Oberwalderhütte auf dem Fuscherkarkopf, und über den Gletscher Hofmannsweg zur Adlersruhe und auf den Glockner
- Pasterzen-Rundweg von der Franz-Josefs-Höhe über den Pasterzengrund (erst in den letzten Jahren entstandener See), den Elisabethfelsen (2156 m ü. A.) und Margaritze (Stausee der Kapruner Kraftwerke) zu Glockner- und Pasterzenhaus und zurück auf die Franz-Josefs-Höhe (3 Stunden).
Vom Weg auch Abzweigungen zum Wiener Höhenweg zur Salmhütte und Glocknersüdseite, und über die Trogalm ins Tal
- Gletscherweg Pasterze: Dieser Weg führt direkt auf den Gletscher. Ein gesicherter Steig führt in 30 min bergab zur Pasterze. Für den Rückweg sollte man eine Stunde einplanen. Es gibt eine Standseilbahn, die früher bis zur Eiskante reichte, heute aber schon weit oberhalb endet. Unten am Gletscher gibt es einen markierten Besichtigungsbereich.
Von der Pasterze gibt es auch die Möglichkeit zum Hofmannsweg oder Rundweg zu gelangen
- Alpe Adria Trail: Das Besucherzentrum ist Startpunkt des Fernwanderwegs Alpe Adria Trail, der in 38 Etappen durch Österreich, Slowenien und Italien zur Adria in Muggia führt.

## Nachweise
- Großglockner Hochalpenstraßen AG: Großglockner Magazin, Ausgabe Frühling 2006.

1. ↑  Österreichische Karte 1:50.000. Bundesamt für Eich- und Vermessungswesen Österreich, abgerufen am 3. Oktober 2024.
2. ↑  Großglockner-Hochalpenstraße (Memento des Originals vom 28. Juli 2013 im Internet Archive)  Info: Der Archivlink wurde automatisch eingesetzt und noch nicht geprüft. Bitte prüfe Original- und Archivlink gemäß Anleitung und entferne dann diesen Hinweis., grossglockner.at

Koordinaten: 47° 4′ 30″ N, 12° 45′ 4″ O